# Charadrius dubius

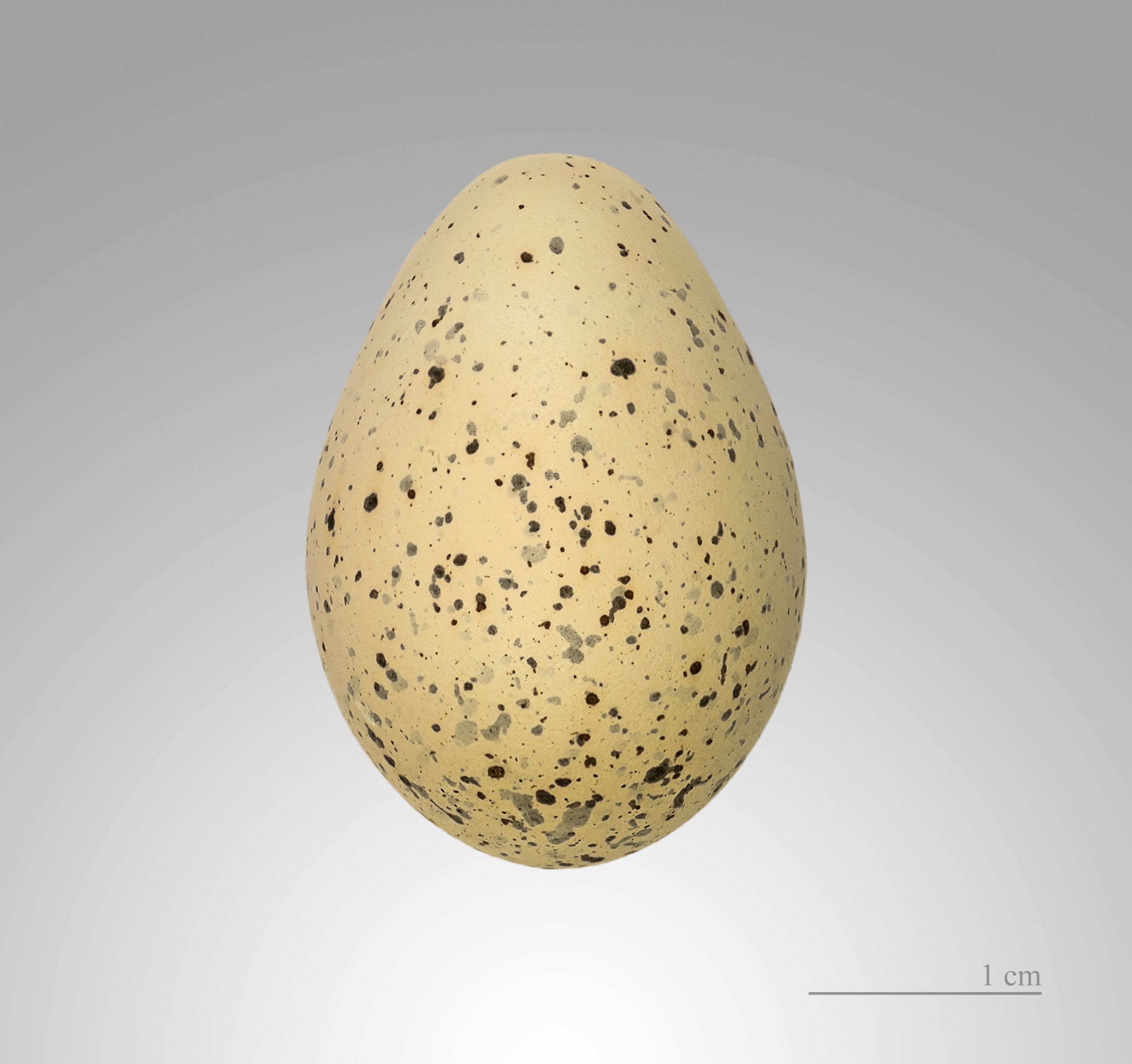
Huevo de Charadrius dubius

El chorlitejo chico (Charadrius dubius) es una especie de ave Charadriiforme de la familia Charadriidae propia de Europa y Asia Menor que inverna en África.

## Descripción
Presenta longitud máxima de 15 cm y una envergadura de 34 a 36 cm. El plumaje de las alas y el dorso es pardogrisáceo, con el vientre blanco y el cuello negro o pardo oscuro. La frente es blanca y presenta una máscara negra alrededor de los ojos. Las patas son encarnadas y los dedos de los pies palmeados.
Alrededor del ojo muestra un anillo amarillo, a diferencia del chorlitejo grande, que no lo presenta. También se diferencia de este porque tiene una franja blanca sobre la frente y porque carece de franja alar blanca. Otra diferencia es el pico: el chorlitejo chico lo tiene corto y negro, mientras que el chorlitejo grande lo tiene amarillo terminado en una punta negra.

## Hábitat
Habita en áreas cercanas a cuerpos de agua estancada, formando su nido en el suelo en terrenos arenosos o de grava, con escasa vegetación.
En época de cría se encuentra en próxima a aguas dulces, como ríos y lagos con presencia de guijarros. Durante el invierno prefiere los arenales de las playas.

## Alimentación
Se alimentan de insectos, arañas, pequeños crustáceos y gusanos. También caza pateando sobre la arena o el fango para descubrir a las presas escondidas debajo.

## Distribución
Europa y del Asia Menor. Es un ave migratoria, que inverna en África, formando grandes bandadas cuando se desplaza.

## Subespecies
Se conocen tres subespecies de chorlitejo chico:
- Charadrius dubius curonicus Gmelin, 1789
- Charadrius dubius dubius Scopoli, 1786
- Charadrius dubius jerdoni (Legge, 1880)